# Znanstvena fantastika
Znanstvena fantastika (engl. science fiction) umjetnički je žanr, oblik spekulativne fikcije koji se prvenstveno bavi utjecajem izmišljene znanosti i/ili tehnologije na društvo ili pojedince. Definicija znanstvene fantastike vezuje se prije svega za književna, televizijska i filmska djela, ali znanstvena fantastika utječe i na likovnu i glazbenu umjetnost.
Granice žanra nisu jasno definirane. Mnoga znanstvenofantastična djela sadrže značajke drugih umjetničkih žanrova, poput kriminalističkih romana, romana strave i užasa, povijesnih romana i, naročito, fantastike. Mnoga znanstvenofantastična djela imaju i značajne elemente psihološke i filozofske književnosti.
Roman Frankenstein engleske književnice Mary Shelley objavljen 1818. godine smatra se izvorištem znanstvene fantastike kao žanra.
Žanr znanstvene fantastike često se označava kraticama ZF te SF ili sci-fi (prema engleskom izvorniku). U ovom se članku koristi hrvatska kratica ZF.

## Teme i motivi znanstvene fantastike
Znanstvena fantastika bavi se razmatranjem utjecaja napretka znanosti i tehnologije na društvo i osobe, predviđanjem razvoja čovječanstva ili pak govori o otkrivanju i zamišljanju novih pojava i tehnologija. Osim toga, znanstvena fantastika ponekad se bavi i alternativnom poviješću: »što bi bilo da je bilo«.
Sasvim je krivo poistovjećivati znanstvenu fantastiku isključivo sa svemirskim istraživanjima ili izvanzemaljcima. Ovdje je napisan popis samo nekih tema i motiva ZF-a, zajedno s primjerima. Važno je napomenuti da velika većina znanstvenofantastičnih djela (uključivo i ova navedena kao tipična za neki motiv) sadrže više spomenutih motiva.

### Prvi Kontakt
Prvi susret ljudi i izvanzemaljaca, jedan je od najstarijih motiva znanstvene fantastike.
U romanu Sastanak s Ramom, A. C. Clarke opisuje prolazak golemog izvanzemaljskog svemirskog broda kroz Sunčev sustav. Ljudi ga istražuju, ali njegova prava namjena ostaje obavijena tajnom. Film Bliski susreti treće vrste je klasik filmskih ostvarenja tematike Prvog Kontakta. Roman Kontakt Carla Sagana te istoimeni film predstavljaju najpoznatije realizacije motiva Prvog Kontakta u tvrdoj ZF. Taj motiv javlja se u mnoštvu znanstvenofantastičnih djela, čak i tamo gdje ne predstavlja glavnu temu.

### Katastrofa
Društvo je pogođeno prirodnom katastrofom, nuklearnim ratom, epidemijom ili nekom drugom nesrećom velikih razmjera, ili mu tako nešto prijeti.
U romanu Božji Čekić A. C. Clarkea i Gentryja Leeja Zemlji prijeti udar asteroida. U romanima Hvalospjev Leibowitzu Waltera M. Millera i Rat Miru Vernora Vingeja te serijalu računalnih igara Fallout opisano je društvo poslije nuklearnog rata.  Film Dr. Strangelove Stanleyja Kubricka prikazuje poremećenog pojedinca čije akcije dovode do nuklearnog uništenja.

### Izvanzemaljska invazija
Zemlja ili ljudska civilizacija je u ratu s izvanzemaljcima ili su ju izvanzemaljci osvojili.
Rodonačelnik tog motiva je Herbert George Wells s klasikom Rat svjetova. Motiv se pojavio mnogo puta u znanstvenoj fantastici, u najrazličitijim obradama, od čistog kopiranja Wellsa pa do vrlo originalnih izvedenica, te od humorističnih do onih koje spadaju u tvrdu ZF. U ponekim obradama, npr. roman Kraj djetinjstva A. C. Clarkea, izvanzemaljci ne osvajaju Zemlju i čovječanstvo nasilno, nego ih mirnim putem podvrgavaju svojoj vlasti.

### Budućnost čovječanstva
Taj se motiv pojavljuje u znatnom broju ZF djela, u različitim obradama - utopijskim, distopijskim ili u njihovoj kombinaciji.
Klasik je roman Grad i zvijezde A. C. Clarkea gdje je opisana ljudska civilizacija za milijardu godina, utjelovljena u dvije zajednice na Zemlji. Najpoznatija distopijska djela su 1984. Georgea Orwella, gdje je opisana totalitarna država i tehnike kojima drži ljude u pokornosti, te Vrli novi svijet Aldousa Huxleya gdje totalitarna država uzgaja poslušne podanike ispranog mozga podijeljene u biološke kaste. Robert Heinlein u romanu Luna je okrutna ljubavnica opisuje socijalne aspekte ljudskog naseljavanja Mjeseca, poput razvoja poliandrije. Film Loganov bijeg opisuje antiutopijsku sliku civilizacije u kojoj žive samo mladi ljudi. Iain M. Banks je u serijalu o Kulturi stvorio potpuno utopijsku civilizaciju daleke budućnosti gdje sukobi ipak postoje, a ljudi imaju poriv za istraživanjem novog i nepoznatog. Larry Niven u romanima Integralna stabla i Dimni prsten opisuje društvo kojeg su utemeljili odmetnici u plinskom torusu u orbiti oko neutronske zvijezde. Roman Milana Šufflaya Na Pacifiku god. 2255. (1924.) također spada u ovu kategoriju, kao i distopijski roman Branka Belana Utov dnevnik (1982.), te videoigra Mass Effect (2007.).

### Cyberpunk
Naziv za podžanr u kojem postoji globalna računalno-komunikacijska mreža, tehnološka ili biološka usavršenja čovjeka, virtualna stvarnost i holografske simulacije, razvoj naprednih računala i umjetne inteligencije te sučelja između čovjeka i računala.

### Alternativna povijest
Opisuje kako bi svijet izgledao da su se povijesni događaji drukčije odvijali.
Keith Roberts u romanu Pavane obrađuje alternativnu povijest u kojoj je španjolska Velika Armada 1588. godine vratila Englesku katoličanstvu. Philip K. Dick u romanu Čovjek u visokom dvorcu piše o svijetu u kojem su u Drugom svjetskom ratu pobijedile sile osovine.

### Steampunk
Podžanr s elementima alternativne povijesti i cyberpunka.

### Vojska
Autori se bave prikazom vojnih tema u ZF okružju. Ta su djela često metafore stvarnih ratnih ili političkih događanja.
Najpoznatije jest Zvjezdani jurišnici Roberta Heinleina. Serijal o Milesu Vorkosiganu spisateljice Lois McMaster Bujold jedan je od uspješnijih primjera vojničkog ZF-a. Roman Sablja hrvatskog pisca Ivana Gavrana također spada u lijepe primjere ovog podžanra.

### Religija
Autori se bave religioznim, teološkim ili antireligijskim temama.
Walter R. Miller u romanu Hvalospjev Leibowitzu (spomenutom i među primjerima katastrofičnih ZF djela) piše o Katoličkoj crkvi u postnuklearnoj Americi te štovanju relikvija iz prošlosti u obliku tehničke dokumentacije raznih uređaja izgubljenih nakon nuklearnog rata. A. C. Clarke u priči Zvijezda, jednoj od najljepših ZF priča vjerske tematike, piše o isusovačkom redovniku koji kao član posade istraživačkog broda traži betlehemsku zvijezdu.

### Ljubav
Ljubavne priče također se pojavljuju u sklopu znanstvene fantastike.
Karakterističan je roman Vrata u ljeto Roberta Heinleina. Spisateljica Lois McMaster Bujold u sagama o Milesu Vorkosiganu (spomenutim pod primjerom vojničke ZF) također koristi značajne elemente ljubavnog romana.

### Erotika
Već u prvim djelima ZF-a nailazimo na primjese seksa i erotike.

### Istraživanje
Istraživanje nepoznatog, kako svemira tako i drugih mjesta (poput Zemljinog podmorja), civilizacija, pojava i tehnologija vječna su tema znanstvene fantastike nazočna u većoj ili manjoj mjeri u svakom ZF djelu.
Televizijska serija Zvjezdane staze, sa svojim sloganom »to boldly go where no one has gone before« predstavlja arhetip istraživačkog motiva u ZF. Među dojmljivijim književnim primjerima istraživačke ZF jest roman Nepobjedivi Stanisława Lema.

### Vremeplov
Prvo djelo objavljeno na temu putovanja kroz vrijeme bilo je Vremenski stroj H. G. Wellsa iz 1895. g.

### Roboti i umjetna inteligencija
Ovaj motiv je vrlo star i ima korijene u davnim legendama. Pisci raspravljaju o utjecaju robota i razvoja umjetne inteligencije na ljudsko društvo.
O robotima je u književnosti prvi raspravljao Karel Čapek u drami R.U.R. 1920. kojom je i uveo riječ robot. Klasik motiva robotike je Asimovljev roman Ja, robot koji je bio temelj za cijeli serijal romana o robotima gdje su postavljeni i poznati Zakoni robotike. Motiv robotike često se prikazuje u distopijskom okružju gdje roboti i umjetna inteligencija nastoje istisnuti ljude, npr. u filmu Terminator. Vedriji prikaz razvoja robota i umjetne inteligencije vidljiv je u Spielbergovu filmu A.I. te likovima Doktora i Date iz Zvjezdanih staza.

### Transhumanizam
Transhumanistički motivi obuhvaćaju zamisli korištenja znanstvanih dostignuća i tehnologije u svrhu poboljšanja i daljnje evolucije čovjeka ili razvoja umjetne inteligencije. Transhumanistički motivi nazočni su u znanstvenoj fantastici u novije vrijeme, naročito u romanima Vatra nad Dubinom Vernora Vingeja, te serijalu o »Kulturi« Iaina M. Banksa.

### Svemirska opera
Kod svemirske opere ili Space opere radnja je obično smještena u daleki svemir, a putnici, israživači ili posade svemirskih brodova doživljavaju svakakve avanture. Književni primjeri svemirske opere jesu: Clarkeova 2001: Odiseja u svemiru,  Boujoldičina serija novela o Milesu Vorkosiganu, Adamsov Vodič kroz galaksiju za autostopere, Asimovljev Serijal o Zakladi i drugi.

### Humor
Neka znanstveno-fantastična djela obrađuje klasične teme i motive na humoristički način.
Najtipičniji primjer humoristične obrade znanstvenofantastičnih tema jest roman Vodič kroz galaktiku za autostopere Douglasa Adamsa. Britanska televizijska serija Crveni patuljak stekla je kultni status u humorističnoj ZF kombiniranjem sjajne glumačke ekipe, parodiranja znanstvenofantastičnih tema i klišeja te britkim humorom.

## Vrste znanstvene fantastike

### Tvrda ZF
Tvrda ZF (engl. hard SF) vrsta je znanstvene fantastike koja opisuje svijet konzistentan s poznatim prirodnim zakonima. To znači da se u takvoj vrsti ZF-a radnja događa u okružju gdje postoje razne pojave, čak i kontroverzne ili danas samo teorijske (nepotvrđene opažanjem ili eksperimentom), ali čiji opis može biti sukladan s poznatim fizikalnim zakonima. Drugim riječima, tvrda ZF može obuhvaćati pojave i tehnologije koje ne postoje, ali spadaju u »granice mogućega«. Može se i reći da tvrda ZF opisuje svijet u kojemu postoje pojave i tehnologije koje nisu dokazano nemoguće. Pred tvrdu ZF postavlja se i zahtjev realnog i konzistentnog oslikavanja zamišljenog društva, pojedinaca ili stvorenja.
U zamišljanju nekih ljudi, tvrda ZF se često poistovjećuje sa znanstvenim djelima ili (pretjeranim) opisima znanosti i tehnike. Takvo je razmišljanje sasvim krivo jer je svaka znanstvena fantastika, pa tako i tvrda, umjetnost u kojoj nema mjesta jednadžbama ili popularnoznanstvenim člancima.
Granice tvrde ZF nisu jasno definirane zato što različiti ljudi drukčije doživljavaju i procjenjuju »granice mogućega« koje tvrda ZF često opisuje. Osim toga, u znanstvenofantastičnim djelima često se miješaju elementi tvrde i meke znanstvene fantastike. Granice tvrde ZF ponekad se pomiču i zato što se zbog napretka stvarne znanosti neke pojave i tehnologije sele u čistu maštu, neke postaju realnost, a mogućnosti ostvarenja nekih novih dolaze u domenu izvedivosti.
Ponekad se pojam tvrde ZF koristi u smislu da ona opisuje utjecaj razvoja prirodnih znanosti i tehnologije na društvo i pojedince, dok meka ZF opisuje sociološke i psihološke teme. Ta je podjela zastarjela zato što znatan broj tvrdih ZF djela također opisuje i sociološke i psihološke aspekte zamišljenog društva ili pojedinaca.
Neki pisci i primjeri tvrde ZF:
- Iain M. Banks, serijal o Kulturi, sadrži i elemente mekog SF-a
- Stephen Baxter, Vremenski brodovi, Svjetlost dugih dana, Oluja sa sunca — vremenska odiseja 2
- Greg Bear, Eon, Eternity, Legacy i Blood Music
- Gregory Benford, Vremenski pejzaž, Saga o središtu galaksije (pet romana)
- Arthur C. Clarke, serijal Odiseja u svemiru, Pjesme daleke Zemlje, Sastanak s Ramom
- Predrag Raos, Brodolom kod Thule, Nul effort, primjeri hrvatske tvrde ZF
- Alastair Reynolds, serijal Revelation Space, jedna od rijetkih svemirskih opera bez nadsvjetlosnog pogona
- Kim Stanley Robinson, trilogija o Marsu (Crveni Mars, Zeleni Mars, Plavi Mars) o teraformiranju Marsa
- Dan Simmons, Hyperionski spjevovi — Hyperion Cantos (Hyperion, Pad Hyperiona, Endymion, Uspon Endymiona)
- Jules Verne, 20 000 milja ispod mora, Put na Mjesec, smatra se za rodonačelnika tvrde ZF
- Vernor Vinge, serija Across Realtime (The Peace War, Marooned in Realtime), Vatra na dubinom, Deepness in the Sky

### Meka ZF
Meka ZF (engl. soft SF) vrsta je znanstvene fantastike koja opisuje filozofske, sociološke i psihološke teme.
Neki pisci i primjeri meke ZF:
- Isaac Asimov, serijal o Zakladi
- Ray Bradbury, Fahrenheit 451
- Frank Herbert, serijal o Dini
- Ursula K. Le Guin, Lijeva ruka tame, Čovjek praznih šaka, Pričanje

## Hrvatska znanstvena fantastika
Okosnicu hrvatskog znanstvenofantastičnog stvaralaštva činio je magazin Sirius. Od 1976. do 1989. godine izašla su 164 broja. U prosjeku je u svakom broju izašla po jedna priča nekog domaćeg autora. Nasljeđuje ga Futura koja je počela izlaziti 1992. godine i do kraja 2005. izašlo je više od 120 brojeva. Godine 2007. počinje izlaziti književni časopis za znanstvenu fantastiku Ubiq, a do sada su izašla 4 broja.
Godine 1995. SFera, zagrebačko društvo za znanstvenu fantastiku, počinje s redovitim godišnjim izdavanjem zbirke hrvatskih SF, fantasy i horror priča, da bi projekt kulminirao 2003. godine kad, pod okriljem izdavačke kuće Mentor, počinju izlaziti autorske zbirke »Biblioteke SFera« te 2006. Ad astra: antologija hrvatske znanstvenofantastične novele 1976. – 2006. s četrdeset zastupljenih autora, od najstarijih Branka Belana i Zvonimira Furtingera, do najmlađega, Bojana Sudarevića.

## Autori koji su ostavili trag, po epohama
- Početci žanra

Mary Shelley (1797. – 1851.)
Jules Verne (1828. – 1905.)
Herbert George Wells (1866. – 1946.)
- Istraživanje granica žanra

Robert A. Heinlein (1907. – 1988.)
George Orwell (1903. – 1950.)
- Moderna ZF

Douglas N. Adams (1952. – 2001.)
Isaac Asimov  (1920. – 1992.)
Greg Bear (rođen 1951.)
Orson Scott Card (rođen 1951.)
Arthur C. Clarke (1917. – 2008.)
Philip K. Dick (1928. – 1982.)
Frank Herbert (1920. – 1986.)
Stanisław Lem (1921. – 2006.)
Roger Zelazny (1937. – 1995.)

## Ilustratori
- Frank Frazetta, jedan od najznačajnijih znanstveno fantastičnih i fantastičnih ilustratora[1]

## Stripovi
- Axa
- Batman
- Čovjek pauk
- Mandrak
- Martin Mystère
- Nathan Never
- Superman
- Žena mačka
- Aster Blistok

## Znanstvena fantastika na malom ekranu i velikom platnu
Osim papira (knjiga i stripova), znanstvena fantastika postoji i na filmu od 1950. godine, te na televiziji od 1980. godine (naravno, prvi ZF film je snimljen davno prije, Metropolis još davne 1927. godine, no prije 1950. godine produkcija ZF filmova je bila zanemariva, a isto to vrijedi i za ZF serije prije 1980. godine).
Filmski serijali Zvjezdani ratovi Georga Lucasa i Zvjezdane staze su dobro poznati svim naraštajima, od serija osim ponovo Zvjezdanih staza u svim svojim inkarnacijama (originalna serija, Next generation, DS9, Voyager i zadnji Enterprise), u zadnjih 10-ak godina na televiziji u Hrvatskoj prikazane su i Galactica (trenutno je dostupno i DVD izdanje na kioscima), Roswell, Mladi Superman, Andromeda, Dark angel, Futurama.... Da bi priča bila potpuna, neprikazan je još ostao serijal Zvjezdana vrata (SG1 i Atlantis), te Farscape. Snima se i film prema znanstvenofantastičnoj videoigri Mass Effect.

## Vanjske poveznice
|  | Zajednički poslužitelj ima još gradiva o temi Znanstvena fantastika |